# William Ouchi
William George Ouchi
é um acadêmico e consultor americano, mais conhecido por identificar um estilo de gestão que ele denominou " Teoria Z ". Ele descreveu esses conceitos em um livro best-seller publicado em 1981. Ultimamente Ouchi voltou sua atenção para melhorar a administração do governo local e das escolas.

## Vida pregressa
William George Ouchi nasceu em 28 de junho de 1943 em Honolulu, no dentista Sugao Ouchi e sua professora Nakano. O pai de Sugao, Shigezo Ouchi, vinha originalmente do Japão ao Havaí para trabalhar nas plantações de açúcar .
Ouchi recebeu toda a sua educação inicial em Honolulu, culminando em um período na prestigiada Escola Punahou de língua inglesa . Ele se destacou em seus estudos acadêmicos e ajudou a rever a constituição e as regras da Associação de Estudantes de Punahou. Mas, nessa época de sua vida, Ouchi estava mais preocupado com o surf, o tênis e com as oportunidades sociais que a escola mista tinha a oferecer .Os pais de Ouchi então pagaram seu filho para frequentar o exclusivo Williams College, em Massachusetts . Um de seus professores em Williams incentivou o jovem bastante brincalhão a adotar uma atitude mais séria em relação aos problemas do mundo .
Depois de se formar em Economia Política na Williams, Ouchi retornou a Honolulu e casou-se com a ex-amiga da escola Carol Kagawa. O pai de Carol, Lawrence Kagawa, havia estabelecido a filial havaiana de uma companhia de seguros nos EUA e era um visitante comercial regular dos EUA e do Japão. Além de dar a seu novo genro idéias sobre diferentes práticas comerciais nos dois países , Kagawa , através de seu irmão , conseguiu apresentar Ouchi ao fundador da Sony, Akio Morita .
Ouchi e sua esposa se mudaram para a Califórnia, onde se matriculou na Universidade de Stanford, em São Francisco, para estudar em seu MBA. Depois de obter essa qualificação em 1967, o casal mudou-se para Illinois, onde após cinco anos na Universidade de Chicago, Ouchi recebeu seu doutorado em administração de empresas.
Em 1973, com seu doutorado e seu currículo aprimorado, Ouchi retornou a São Francisco com sua esposa para ocupar um cargo de pesquisa / palestras na Stanford Graduate Business School ( SGBS ). Desta vez, o casal foi acompanhado por sua filha Sarah Ayako, de 2 anos. Sua família seria ampliada em breve pela chegada de outra filha, Jennifer Nakano, e um ano depois com um filho, Andrew Sugao. Ouchi iniciou sua carreira na SGBS , dando palestras no primeiro ano do curso de MBA sobre comportamento organizacional .

## Colaboração com Richard Tanner Johnson
Um dos novos colegas de Ouchi na SGBS era outro professor assistente, Richard Tanner Johnson . Logo após seu primeiro encontro, Johnson e Ouchi iniciaram um programa de trabalho externo. Fazendo uso das habilidades e contatos linguísticos de Ouchi, isso envolveu a realização de entrevistas nas fábricas e escritórios nos EUA de vinte empresas japonesas. Em 1974, o par publicou um pequeno artigo intitulado Made in America (Under Japanese Management) . Os autores sugeriram que o artigo era "apenas para fins de discussão " e fizeram a solicitação incomum de que " não deveria ser citado de nenhuma forma". O artigo está cheio de anedotas e opiniões com pouco em termos de análise ou bibliografia. Suas conclusões" tentativas "incluem:
- "alguns de nossos valores americanos profundamente arraigados podem ser inadequados para a época" e,
- "Os métodos japoneses são mais adequados para a vida organizacional lotada".

A colaboração terminou com a publicação do artigo e Johnson subseqüentemente ganhou fama muito maior sob o novo nome de Richard Tanner Pascale .
Sete anos depois, na introdução de seu best-seller Theory Z, Ouchi fez um relato da colaboração referente a Johnson por seu novo nome e dizendo: Um colega, Richard T. Pascale, e eu projetamos um estudo em duas fases para comparar o japonês e administração americana. Na primeira fase, realizada em 1973 e 1974, Pascale e eu visitamos as operações japonesas e americanas de mais de vinte empresas, cada uma com uma planta ou escritório nos dois países. A segunda fase, que envolveu uma coleta mais detalhada de dados, foi realizada posteriormente por Pascale e outros, e não é relatada aqui.
Mais tarde, o New York Times sugeriu que, após acusações de plágio, Ouchi e Pascale haviam se tornado inimigos amargos .

## Empresas do tipo A, tipo J e tipo Z
O estilo e o conteúdo do trabalho de Ouchi com Johnson / Pascale contrasta com o outro trabalho acadêmico de Ouchi no momento. Cinco de seus seis artigos seguintes trataram do controle organizacional, fazendo pouca referência ao Japão e aos japoneses (e nenhum a Johnson / Pascale). Foi nessa época que Ouchi tornou-se particularmente interessado no trabalho do economista acadêmico americano Oliver Williamson.
Em 1976, Ouchi publicou um artigo no qual ele introduziu pela primeira vez a idéia das empresas estereotipadas dos EUA e do Japão, que ele chamou de Tipo A e Tipo J. um clã ou tribo. Ele achava que essas organizações que ele classificou como Tipo Z combinaram com sucesso o individualismo americano com o estilo cooperativo dos japoneses.
Este artigo também deu uma visão dos próprios valores de Ouchi, com declarações como a sociedade americana, que estava em constante processo de mudança durante seus turbulentos 200 anos, alcançou um ponto crítico. Os membros da igreja estão em declínio; crimes violentos envolvem cada vez mais uma vítima que é completamente desconhecida para o agressor, os trabalhadores sentem menos comprometimento com os empregadores; todos nós ansiamos por estabilidade e estrutura em nossas vidas.

## Teoria Z Best-Seller
Em 1979, Ouchi deixou o SGBS para ocupar um cargo na Anderson School of Management da Universidade da Califórnia, em Los Angeles ( UCLA ), para ministrar cursos sobre gerenciamento e design organizacional, enquanto realizava pesquisas sobre a estrutura de grandes organizações. Isso envolveu a família Ouchi, movendo-se 600 milhas ao sul para o subúrbio de Los Angeles, em Santa Monica.
Dois anos depois, em 1981, foi publicado o trabalho principal de Ouchi -  . Neste livro, Ouchi expandiu os temas que ele havia revelado cinco anos antes em seu documento de organização do Tipo Z e introduziu o termo Teoria Z pela primeira vez. Ele descreveu isso como uma , que permitiu que as organizações desfrutassem de muitas das vantagens dos sistemas americano e japonês. O livro permaneceu na lista de "best-sellers" por cinco meses e elevou Ouchi ao status de celebridade nacional. Ele foi publicado em 16 edições estrangeiras e, em um estágio, foi classificado como o sétimo livro mais amplamente aceito dos 12 milhões de títulos em 4.000 bibliotecas dos EUA.
Poucas semanas após a publicação do livro de Ouchi, seu ex-colega e colega de trabalho de Stanford, Richard Pascale, também teve um livro publicado. Seu título era The Art of Japanese Management e também era um best-seller.
A razão da popularidade dos livros estava no contexto econômico da época e uma visão amplamente aceita nos EUA era que os japoneses sabem administrar melhor do que nós . A economia japonesa estava crescendo fortemente e em 1981 havia se tornado a segunda maior economia do mundo. Por outro lado, a economia dos EUA entrou em recessão com altos níveis de inflação e desemprego. Um fator contribuinte foi o embargo de petróleo da OPEP (outubro de 1973 a março de 1974) contra os EUA e outras nações ocidentais que apoiaram Israel depois de ter sido atacado por nações árabes na 'Guerra do Yom Kippur' (outubro de 1973). O embargo levou a um aumento de 300% nos preços globais do petróleo e a uma recessão nos EUA e em outros lugares.

## Foco nas escolas
Depois de 1981, Ouchi continuou a dar palestras na UCLA e continuou a escrever livros. A mãe de Ouchi, Nakano e a irmã, Carol, foram professoras ao longo de suas carreiras profissionais e, em 1982, uma publicação mais modesta, Theory Z and the Schools, revelou o interesse permanente de Ouchi pela educação. Seu livro de acompanhamento para Addison-Wesley  foi publicado em 1984. Nele, Ouchi adotou o pensamento gerencial e organizacional que havia revelado em seu livro Theory Z e o estendeu ambiciosamente em uma análise da sociedade econômica e das leis que a governavam, tanto no Japão quanto nos EUA.
Como republicano comprometido, sua preferência era pela remoção de restrições legais no setor empresarial; em particular as barreiras antitruste à colaboração da indústria e a Lei Glass-Steagall, de 50 anos, que impôs uma separação entre investimento e banco comercial. Ele defendeu o trabalho em equipe em todo o setor entre empresas que ajudaram as empresas japonesas de tecnologia a alcançar esse sucesso. Ouchi saiu da UCLA de 1993 a 1995 para servir como conselheiro e chefe de gabinete do então prefeito de Los Angeles, Richard Riordan.
O próximo livro de Ouchi detalhou um estudo de 223 escolas em seis cidades da América do Norte e concluiu que as escolas com os sistemas de gestão mais descentralizados tiveram melhor desempenho.
O livro mais recente de Ouchi cobre um terreno semelhante, relatando um estudo de 442 escolas em oito distritos urbanos. Ouchi defende escolha, empoderamento, princípios efetivos, responsabilidade e orçamento ponderado da fórmula do aluno.

## outros interesses
Ouchi é co-fundador e presidente dos Programas Riordan, que incentivam e preparam indivíduos de origens diversas e desfavorecidas para prosseguir com o ensino superior e carreiras em administração. Ele atua como presidente da Nozawa Endowment, que apoia estudantes do Japão que estudam na Anderson School e também nos Conselhos da Fundação Conrad N. Hilton, da California Heart Center Foundation e da Aliança para Escolas Públicas Prontas para a Faculdade. Nesta última capacidade, Ouchi e sua esposa Carol deram seus nomes a uma escola local.